# Helmeaziv, Zolotonoșa
Helmeaziv (în ucraineană Гельмязів) este o comună în raionul Zolotonoșa, regiunea Cerkasî, Ucraina, formată numai din satul de reședință. În secolul al XIX-lea, satul făcea parte din volostul Helmeaziv, uezdul Zolotonoșa.

## Demografie
Componența lingvistică a comunei Helmeaziv
     Ucraineană (95,82%)
     Rusă (2,82%)
     Alte limbi (0,86%)
Conform recensământului din 2001, majoritatea populației comunei Helmeaziv era vorbitoare de ucraineană (95,82%), existând în minoritate și vorbitori de rusă (2,82%).